# 야히로역
야히로역(일본어: 八広駅)은 일본 도쿄도 스미다구에 위치한 게이세이 전철 오시아게 선의 철도역이다. 역 번호는 KS 47이며, 단선 · 섬식 2면 3선 구조의 복합 승강장을 갖춘 고가역이다.

## 타는 곳
| 1 | 오시아게 선 | 상행 | 오시아게 ・ 아사쿠사 · 니혼바시 · 히가시긴자 · 게이큐 선 방면           | 평일 아침은 폐쇄 |
| 2 | 오시아게 선 | 상행 | 오시아게 ・ 아사쿠사 · 니혼바시 · 히가시긴자 · 게이큐 선 방면           | 평일 아침만      |
| 2 | 오시아게 선 | 하행 | 아오토 · 가나마치 · 후나바시 · 지바 · 나리타 공항 · 인바니혼이다이 방면 |                  |
| 3 | 오시아게 선 | 하행 | 아오토 · 가나마치 · 후나바시 · 지바 · 나리타 공항 · 인바니혼이다이 방면 | 대피선           |

## 이용 현황
| 연도   | 1일 평균 하차 인원 | 1일 평균 승차 인원 |
| ------ | ------------------ | ------------------ |
| 1990년 |                    | 4,115              |
| 1991년 |                    | 4,014              |
| 1992년 |                    | 4,038              |
| 1993년 |                    | 3,964              |
| 1994년 |                    | 4,008              |
| 1995년 |                    | 4,014              |
| 1996년 |                    | 3,978              |
| 1997년 |                    | 3,890              |
| 1998년 |                    | 3,847              |
| 1999년 |                    | 3,828              |
| 2000년 |                    | 3,863              |
| 2001년 |                    | 3,879              |
| 2002년 |                    | 3,929              |
| 2003년 | 8,272              | 4,112              |
| 2004년 | 8,486              | 4,227              |
| 2005년 | 9,067              | 4,518              |
| 2006년 | 9,187              | 4,595              |
| 2007년 | 9,303              | 4,667              |
| 2008년 | 9,695              | 4,863              |
| 2009년 | 9,660              | 4,852              |
| 2010년 | 9,628              | 4,847              |
| 2011년 | 9,573              | 4,820              |
| 2012년 | 9,792              | 4,932              |
| 2013년 | 10,239             | 5,159              |
| 2014년 | 10,418             | 5,249              |

## 역 주변
- 야히로 공원
- 아라카와 강
- 스미다 구 야히로 도서관

## 인접 역
| 게이세이 전철 오시아게 선            | 게이세이 전철 오시아게 선 | 게이세이 전철 오시아게 선 |
| ------------------------------------ | ------------------------- | ------------------------- |
| KS 46 게이세이히키후네 오시아게 방면 | 오시아게 선               | 요쓰기 KS 48 아오토 방면  |